# Clarence Newton
Clarence Newton (n. 3 februarie 1899, Toronto, Canada – d. 23 octombrie 1979, Toronto, Canada) a fost un boxer ce a reprezentat Canada, medaliat olimpic. A participat la o ediție a Jocurilor Olimpice (1920) în care a câștigat o medalie de bronz.

## Participări
Lista de mai jos prezintă principalele competiții la care a participat Clarence Newton de-a lungul carierei.
- boxing at the 1920 Summer Olympics – lightweight[*]